# Tzadik
Tzádik Records (івр. צדיק — праведний) — американська звукозаписна компанія, заснована у 1995 році композитором-авангардистом, саксофонистом, музичним продюсером Джоном Зорном. Tzadik спеціалізується на некомерційній експериментальній, сучасній єврейській та японській музиці, а також музиці Джона Зорна.
На сьогоднішній день Tzadik випустив понад 400 альбомів різних виконавців, які працюють у таких жанрах та стилях, як джаз, рок, нойз, вільна імпровізація, експериментальна музика та клезмер.
Найвідомішими релізами у каталозі компанії є роботи самого Зорна та його проекта Masada; співака Майка Паттона; гітаристів Дерека Бейлі, Отомо Йошихіде, Тіма Спаркса, Бекітхеда та Кейдзи Хайно; нойз проекта-взірця Merzbow; композиторів Гордон Мумма, Френк Денайєр, Арнольд Дрейблатт; експериментальних музичних колективів Kayo Dot, Time of Orchids; барабанщика Тацуя Йосіда та його гуртів Ruins і Korekyojin; трубача Вадада Лео Сміт; електроакустичного композитора Ной Крешевскі та багато інших.
Усі альбоми, що випускаються на лейблі, групуються в певні серії: «Radical Jewish Culture», «New Japan», «Oracles», «Lunatic Fringe», «Composer Series», «Archival Series», «Birthday Celebration», «Key Series», «Film Music» та «DVD Edition». Альбоми, що входять до тої чи іншої збірки мають спільні за оформленням обкладинки.

## Radical Jewish Culture (Радикальна єврейська культура)
Концепція серії, згідно зі словами Зорна, полягає у створенні «чого-небудь, що розповідало би прекрасне та позитивне майбутнє єврейського народу», розширенні кордонів єврейської музики за рамки клезмера та написанні інноваційної музики, що базується на єврейських традиціях та культурі. Химерне поєднання авангардної, експериментальної та традиційної музики зробило серію одною з найпопулярніших.

## New Japan (Нова Японія)
У цій серії видаються альбоми сучасних японських музикантів, жанровий діапазон яких складає як авангард і нойз, так і джаз та, навіть, рок-н-ролл.

## Oracles (Оракули)
Експериментальна музика, що створена жінками.

## Lunatic Fringe (Фанатики)
Невелика, але дуже цікава серія альбомів, присвячена людям, котрі є унікальними в деякому сенсі.

## Composer Series (Композиторська серія)
Неокласика, авангард, пост-рок. Сучасний стан класичної музики.

## Archival Series (Архівнасерія)
Твори Джона Зорна. Перевидання та нові альбоми. Деякі роботи засновника компанії також випускалися у композиторській, японській, та єврейській серіях.

## Birthday Celebration (Ювілейнасерія)
12 live-альбомів, котрі записані під час 30-денної серії концертів на честь 50-річчя Зорна.

## Film Music (Музика дофільмів)
Саундтреки до незалежних фільмів.

## DVD Edition
Фільми та записи концертів.